# Джордан (город, Миннесота)
Джордан (англ. Jordan) — город в округе Скотт, штат Миннесота, США. На площади 6,8 км² (6,8 км² — суша, 0,1 км² — вода), согласно переписи 2002 года, проживают 3833 человека. Плотность населения составляет 566,2 чел./км².
- Телефонный код города — 952
- Почтовый индекс — 55352
- FIPS-код города — 27-32174[1]
- GNIS-идентификатор — 0645735[2]